# San Pedro de Bolpebra

San Pedro de Bolpebra im Dreiländereck Bolivien-Peru-Brasilien

San Pedro de Bolpebra (auch kurz: Bolpebra) ist eine Ortschaft im Departamento Pando im Tiefland des südamerikanischen Andenstaates Bolivien. Der Name „Bolpebra“ ist ein Kofferwort und setzt sich aus den Anfangsbuchstaben der drei Länder Bolivien, Peru und Brasilien zusammen, die direkt westlich des Ortes an dem Dreiländereck aneinanderstoßen.

## Lage im Nahraum
San Pedro de Bolpebra ist der zentrale Ort des Municipios Bolpebra in der Provinz Nicolás Suárez und liegt auf einer Höhe von 233 m an der Mündung des Río Yaberija in den Río Acre, der in seinem weiteren Verlauf über den Rio Purus zum Amazonas fließt. Nördlich von Bolpebra liegt auf brasilianischem Gebiet die Stadt Assis Brasil.

## Geographie
San Pedro de Bolpebra liegt im bolivianischen Teil des Amazonasbeckens, nordöstlich vorgelagert den Ausläufern der peruanischen Cordillera Oriental im feuchtheißen Tropenklima der Äquatorialzone.
Die mittlere Durchschnittstemperatur der Region liegt bei 25 °C und schwankt sowohl im Jahres- wie im Tagesverlauf nur unwesentlich, nur in den trockenen Wintermonaten von Juni bis August liegt sie aufgrund der nächtlichen Wärmeabstrahlung bei offener Wolkendecke geringfügig niedriger (siehe Klimadiagramm Bolpebra). Der Jahresniederschlag beträgt knapp 1800 mm und weist während der Regenzeit über mehr als die Hälfte des Jahres Monatswerte zwischen 150 und 250 mm auf, nur in der kurzen Trockenzeit von Juni bis August sinken die Niederschläge auf Monatswerte unter 50 mm.

## Verkehrsnetz
San Pedro de Bolpebra liegt zwei Kilometer östlich der peruanischen Ortschaft Iñapari, mit der sie über eine unbefestigte Landstraße verbunden ist.
Die Entfernung von Cobija, der Hauptstadt des Departamentos beträgt 119 km. Von Cobija führt die Nationalstraße Ruta 13 über Porvenir, Puerto Rico und El Sena bis nach El Triangulo, wo Anschluss an das restliche Nationalstraßennetz Boliviens besteht. Etwa 9 km von Cobija entfernt zweigt von der Ruta 13 eine unbefestigte Straße nach Westen ab, die nach 110 km durch den dichten Urwald der Provinz Nicolás Suárez San Pedro de Bolpebra erreicht.

## Bevölkerung
Die Einwohnerzahl der Ortschaft ist gering, im vergangenen Jahrzehnt jedoch leicht angestiegen. Sie besteht vor allem aus Zugezogenen aus dem Departamento Tarija sowie lokalen Indigenen, die vom Sammeln von Paranüssen und dem Fischfang leben. Strom ist 24 h am Tag vorhanden und wird aus Brasilien bezogen.
| Jahr | Einwohner | Quelle       |
| ---- | --------- | ------------ |
| 1992 | .         | keine Daten  |
| 2001 | 111       | Volkszählung |
| 2012 | 132       | Volkszählung |
| 2024 |           | Volkszählung |